# Пикасо (ТВ филм из 1987)
„Пикасо” је југословенски и македонски ТВ филм из 1987. године. Режирао га је Аљоша Симјановски који је написао и сценарио.

## Улоге
| Глумац             | Улога  |
| ------------------ | ------ |
| Перо Георгиевски   | Огнен  |
| Наташа Чуљковић    | Наташа |
| Владимир Ендровски | Чарли  |
| Катерина Ангелова  |        |
| Благоја Чоревски   |        |
| Бранко Ђорчев      |        |
| Кирил Поп Христов  |        |
| Соња Каранџуловска |        |
| Дубравка Киселичка |        |
| Снежана Михајловић |        |
| Снежана Стамеска   |        |